# 梅里斯 (北部省)
梅里斯（法語：Merris，法語發音：[mɛʁis]）是法国上法兰西大区北部省的一个市镇，位于该省西北部，属于敦刻尔克区。

## 地理
梅里斯（50°42'55"N, 2°39'41"E）面积10.09 平方千米，位于法国上法蘭西大區北部省，该省份为法国最北部的省份及最长的省份，西北濒北海，西接加来海峡省，南至埃纳省和索姆省，东与比利时接壤。
与梅里斯接壤的市镇（或旧市镇、城区）包括：梅特伦、斯特拉泽勒、旧贝尔坎、巴約勒。

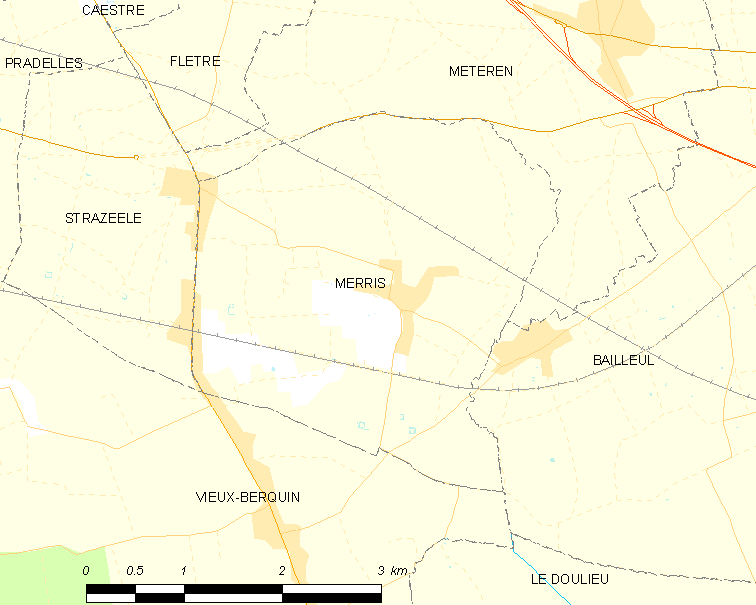
的OSM定位图

梅里斯的时区为UTC+01:00、UTC+02:00（夏令时）。

## 行政
梅里斯的邮政编码为59270，INSEE市镇编码为59399。

## 政治
梅里斯所属的省级选区为巴约勒县。

## 人口

1962-2008年间人口变化图示

梅里斯于2022年1月1日时的人口数量为1078人。